# Euronext Growth Milan
L'Euronext Growth Milan, denominato "AIM Italia - Mercato alternativo del capitale" precedentemente al 25 ottobre 2021, quando è avvenuta l'acquisizione da parte di Euronext, è un mercato italiano gestito da Borsa Italiana S.p.A., a sua volta controllata da Euronext dal 2020. È attivo dal 1º marzo 2012 in seguito all'operazione di accorpamento dei mercati AIM Italia e MAC in un unico. È composto delle piccole e medie imprese italiane ad alto potenziale di crescita che sono quotate nell'indice FTSE Italia Growth.

## Le società emittenti

### Requisiti
Sull'Euronext Growth Milan possono essere negoziate solo azioni ordinarie, che non siano: soggette alla sollecitazione all'investimento, allo scambio in altri sistemi di scambi organizzati SSO ed allo scambio in altri mercati regolamentati. Le società devono avere l'ultimo bilancio revisionato da società iscritta alla Consob. Per l'ammissione occorre che venga effettuato un processo di collocamento presso investitori professionali, a meno che da almeno dodici mesi partecipi al capitale un investitore istituzionale o almeno venti investitori professionali.

### Obblighi
Le società che partecipano all'indice, devono mantenere un rapporto con lo sponsor per almeno tre anni e a mantenere, sempre, un rapporto con lo specialista.
Sono poi previsti:
1. obblighi di informazione periodica;
2. obblighi informativi su specifici eventi e circostanze.

### Ammissione
La procedura di ammissione all'indice, è leggera e veloce, in quanto il mercato è organizzato esclusivamente per investitori professionali che hanno una maggiore capacità di analisi, rispetto al pubblico indistinto. Per l'ammissione non è necessaria la pubblicazione del prospetto informativo e l'esame della Borsa italiana si limita alla verifica di completezza e correttezza della domanda di ammissione. Tale domanda viene analizzata, ed ottiene il responso di ammissione o rigetto (che avviene con motivazione) entro 10 giorni dalla presentazione. L'ammissione avviene attraverso una pubblicazione di Avviso al mercato.

## Operatori presenti sul mercato

### EGA
Secondo Borsa Italiana, L'EGA, contrazione di "Euronext Growth advisor",  riveste un ruolo centrale per il funzionamento del mercato Euronext Growth Milan, e ha la funzione di assistere e supportare la società sia in fase di ammissione che successivamente, durante la permanenza sul mercato. 
Il soggetto che richiede la qualifica di Euronext Growth Advisor deve: 
- essere una banca o una impresa di investimento comunitaria, con adeguata professionalità;
- sottoporre il bilancio al giudizio di un revisore legale o una società di revisione legale;
- aver esercitato attività di corporate finance per un periodo di tempo adeguato (pari ad almeno due anni);
- avere un’esperienza adeguata in relazione ad operazioni di corporate finance;
- avere key executive, dotati di: professionalità, comprovata esperienza, competenza in corporate finance e pratiche di mercato e solida comprensione del quadro legale e regolamentare;
- avere un numero di dipendenti sufficiente per svolgere le attività richieste;
- avere in essere adeguati controlli e procedure per rispettare il Regolamento di Borsa Italiana.

Lo Euronext Growth Advisor assiste e supporta la società nell’assolvimento dei compiti e delle responsabilità derivanti dal Regolamento, in particolare lo Euronext Growth Advisor:
- sovraintende al processo di due diligence dell’emittente, al fine di poter rilasciare l’apposita dichiarazione di appropriatezza funzionale all’ammissione su Euronext Growth Milan;
- affianca l’emittente nella gestione del processo di quotazione, valutando i rapporti e le risultanze dei team di consulenti coinvolti e verificando che la società emittente operi in conformità al Regolamento Emittenti, con particolare attenzione per quanto riguarda la predisposizione del documento di ammissione;
- una volta ammessa la società, la assiste e la supporta per tutta la durata della sua permanenza sul mercato nell’assolvimento dei compiti e delle responsabilità derivanti dai regolamenti Euronext Growth Milan;
- stimola continuamente l’attenzione da parte della società emittente al rispetto di quanto previsto nei Regolamenti Euronext Growth Milan.

### L'operatore specialista
Essere specialisti sull'Euronext Growth Milan significa assistere le imprese nel collocamento, produrre ricerche periodiche sulle società e facilitare l'incontro tra domanda e offerta sulle azioni quotate nella fase di mercato secondario. Lo specialista effettua l’attività di market maker: si impegna a sostenere la liquidità del titolo ed espone continuativamente sul mercato proposte in acquisto e in vendita a prezzi che non si discostano molto tra loro, per un quantitativo minimo giornaliero prefissato.
Di solito lo specialista stesso, o altro incaricato da questi, ha il compito di predisporre periodicamente studi e ricerche sulla società quotata, per fare conoscere agli investitori l’andamento della società e le sue strategie future e per favorire la conoscenza della società sul mercato azionario. Normalmente gli studi vengono redatti e resi disponibili agli investitori due volte all’anno, in occasione della approvazione dei risultati annuali e semestrali.
Nella fase pre-IPO, la ricerca è propedeutica alla quotazione. L’analisi finanziaria, industriale e di mercato sulla società in via di quotazione supporta la fattibilità del progetto di IPO e il processo di valutazione.
Nella fase post quotazione, la ricerca finanziaria valorizza l'impresa come opportunità di investimento, contribuisce alla liquidità del titolo, determina un maggiore interesse da parte degli investitori, riduce la volatilità del prezzo dell'azione e supporta le nuove operazioni di raccolta di capitale.